# ملوسة
 ملوسة (بالإنجليزية: MALLOUSSA)‏ هي جماعة قروية تابعة لإقليم الفحص أنجرة ضمن جهة طنجة تطوان بالمغرب. بلغ مجموع عدد سكان  ملوسة حسب إحصاءات 2004 حوالي 10739 نسمة يعيشون في 2134 أسرة.

## إحصاء عام
| السنة | عدد السكان | عدد الأسر | عدد الأجانب |
| ----- | ---------- | --------- | ----------- |
| 1994  | 9743       | 1870      | °°°°        |
| 2004  | 10739      | 2134      | 0           |